# Phalangium mamillatum
Phalangium mamillatum is een hooiwagen uit de familie echte hooiwagens (Phalangiidae).